# Gazebo
Paul Mazzolini (ismertebb nevén Gazebo, 1960. február 18., Bejrút) olasz énekes, dalszerző, producer. Legismertebb dala az I Like Chopin.

## Élete
Bejrútban született, ahol apja diplomataként dolgozott az olasz nagykövetségen. Apja munkájának köszönhetően Mazzolini később Dániában és Franciaországban is élt. Londonban is dolgozott gitárosként. 1983-ban érettségizett az egyetemen. Művésznevét azért választotta, mert "menőnek" hangzott, és ez fontos volt abban az időben a DJ-k számára. (Maga a "gazebo" szó egyébként pavilont jelent.)
1983-ban jelent meg legismertebb kislemeze, az I Like Chopin. 8 millió példányban kelt el az egész világon, és első helyezést ért el több slágerlistán is. A magyar slágerlistán a 19. helyet szerezte meg.
Folyamatosan turnézik és ad ki albumokat. Emellett producerként is dolgozik.

## Diszkográfia
- Gazebo (1983)
- Telephone Mama (1984)
- I Like Chopin (1985)
- Univision (1985)
- The Rainbow Tales (1987)
- Sweet Life (1989)
- Scenes from the News Broadcast (1991)
- Portrait (1994)
- Viewpoint (1997)
- Portrait & Viewpoint (2000)
- Ladies! The Art of Remixage (2007)
- The Syndrone (2008)
- I Like ... Live! (2013)
- Reset (2015)
- Wet Wings (2016)
- Italo by Numbers (2018)